# Lycia arethusa
Lycia arethusa là một loài bướm đêm trong họ Geometridae.